# Liste des salles de cinéma à Paris
Cet article présente une liste des salles de cinéma de Paris, classées par arrondissement.

## Salles en activité
Au 1er septembre 2024, Paris comptait 73 cinémas, totalisant 392 écrans et 63 707 sièges. Elle est la ville possédant la plus forte densité de cinémas au monde. Paris possède également l'établissement cinématographique le plus fréquenté au monde (UGC Ciné Cité Les Halles) et la plus grande salle de cinéma au monde (Grand Rex).
À la fin du XXe siècle, Paris a perdu un tiers de ses salles de cinéma, passant de 516 écrans en 1981 à 344 en 1996. La fréquentation dans la capitale est relancée dans la deuxième moitié des années 1990 grâce à l'ouverture de multiplexes (cinéma de 8 écrans et plus), au nombre de 13 aujourd'hui.
L'exploitation cinématographique parisienne est aujourd'hui dominée par trois circuits : Pathé Cinémas (112 écrans), UGC (112 écrans) et MK2 (71 écrans) détenant à eux seuls les trois quarts des salles en activité. Un quart des salles parisiennes (103 écrans) bénéficient du classement « art et essai ».
| Nom                                        | Arrt | Création | Salles | Places | Entrées en 2023                       | Exploitant            | Art et essai | Multiplexe |
| ------------------------------------------ | ---- | -------- | ------ | ------ | ------------------------------------- | --------------------- | ------------ | ---------- |
| UGC Ciné Cité Les Halles                   | 1er  | 1995     | 27     | 3896   | 2 427 474                             | UGC                   | Non          | Oui        |
| Grand Rex                                  | 2e   | 1932     | 7      | 4274   | 681 269                               | Indépendant           | Non          | Non        |
| Pathé BNP Paribas                          | 2e   | 1950     | 5      | 440    | 270 051                               | Pathé Cinémas         | Non          | Non        |
| MK2 Beaubourg                              | 3e   | 1981     | 6      | 557    | 276 636                               | MK2                   | Oui          | Non        |
| Luminor Hôtel de Ville                     | 4e   | 1911     | 2      | 238    | 82 057                                | Indépendant           | Oui          | Non        |
| Cinéma du Panthéon                         | 5e   | 1907     | 1      | 200    | 19 285                                | Why Not Productions   | Oui          | Non        |
| Écoles Cinéma Club                         | 5e   | 1977     | 2      | 200    | 63 038                                | Paris Cinéma Club     | Oui          | Non        |
| Espace Saint-Michel                        | 5e   | 1911     | 2      | 210    | 41 404                                | Indépendant           | Oui          | Non        |
| Grand Action                               | 5e   | 1907     | 3      | 363    | 80 336                                | Indépendant           | Oui          | Non        |
| La Filmothèque du Quartier Latin           | 5e   | 1956     | 2      | 164    | 117 037                               | Indépendant           | Oui          | Non        |
| Le Champo                                  | 5e   | 1938     | 2      | 240    | 104 247                               | Indépendant           | Oui          | Non        |
| L'Épée de Bois                             | 5e   | 1978     | 2      | 140    | 41 911                                | Indépendant           | Oui          | Non        |
| Reflet Medicis                             | 5e   | 1968     | 3      | 339    | 93 561                                | Dulac Cinémas         | Oui          | Non        |
| Studio des Ursulines                       | 5e   | 1926     | 1      | 122    | 32 272                                | Indépendant           | Oui          | Non        |
| Studio Galande                             | 5e   | 1973     | 1      | 97     | 13 372                                | Indépendant           | Oui          | Non        |
| Christine Cinéma Club                      | 6e   | 1973     | 2      | 234    | 73 827                                | Paris Cinéma Club     | Oui          | Non        |
| L'Arlequin                                 | 6e   | 1934     | 3      | 591    | 135 861                               | Dulac Cinémas         | Oui          | Non        |
| Les 3 Luxembourg                           | 6e   | 1966     | 3      | 334    | 71 482                                | Indépendant           | Oui          | Non        |
| Lucernaire                                 | 6e   | 1968     | 3      | 148    | 41 920                                | Indépendant           | Oui          | Non        |
| MK2 Odéon (côté Saint-Germain)             | 6e   | 1971     | 5      | 678    | 222 111                               | MK2                   | Non          | Non        |
| MK2 Odéon (côté Saint-Michel)              | 6e   | 1972     | 4      | 510    | 124 245                               | MK2                   | Oui          | Non        |
| MK2 Parnasse                               | 6e   | 1930     | 3      | 250    | 55 912                                | MK2                   | Oui          | Non        |
| Nouvel Odéon                               | 6e   | 1965     | 1      | 119    | 34 527                                | Haut et Court Cinémas | Oui          | Non        |
| Saint-André des Arts                       | 6e   | 1971     | 3      | 510    | 55 675                                | Shellac Exploitation  | Oui          | Non        |
| Le Saint-Germain-des-Prés                  | 6e   | 1969     | 1      | 208    | NC                                    | Les Films du Losange  | Non          | Non        |
| UGC Danton                                 | 6e   | 1920     | 4      | 612    | 171 283                               | UGC                   | Non          | Non        |
| UGC Montparnasse                           | 6e   | 1972     | 7      | 1490   | 314 604                               | UGC                   | Non          | Non        |
| UGC Odéon                                  | 6e   | 1973     | 5      | 641    | 202 408                               | UGC                   | Non          | Non        |
| UGC Rotonde                                | 6e   | 1959     | 3      | 467    | 72 623                                | UGC                   | Non          | Non        |
| Élysées Biarritz                           | 8e   | 1931     | 1      | 240    | 608                                   | Moma Group            | Non          | Non        |
| Élysées Lincoln                            | 8e   | 1969     | 3      | 448    | 39 809                                | Multiciné             | Oui          | Non        |
| Le Balzac                                  | 8e   | 1935     | 3      | 589    | 100 936                               | Étoile Cinémas        | Oui          | Non        |
| Publicis Cinémas                           | 8e   | 1938     | 2      | 609    | 42 993                                | Publicis              | Non          | Non        |
| 5 Caumartin                                | 9e   | 1939     | 5      | 501    | 193 549                               | Multiciné             | Oui          | Non        |
| Max-Linder Panorama                        | 9e   | 1912     | 1      | 591    | 93 968                                | Indépendant           | Oui          | Non        |
| Pathé Palace                               | 9e   | 1927     | 7      | 882    | —                                     | Pathé Cinémas         | Non          | Non        |
| UGC Opéra                                  | 9e   | 1911     | 4      | 722    | 122 215                               | UGC                   | Non          | Non        |
| L'Archipel                                 | 10e  | 1912     | 2      | 204    | 37 926                                | Indépendant           | Oui          | Non        |
| Le Brady                                   | 10e  | 1956     | 2      | 139    | 63 154                                | Indépendant           | Oui          | Non        |
| Louxor                                     | 10e  | 1921     | 3      | 556    | 228 254                               | Haut et Court Cinémas | Oui          | Non        |
| Majestic Bastille                          | 11e  | 1934     | 2      | 356    | 99 293                                | Dulac Cinémas         | Oui          | Non        |
| MK2 Bastille (côté Beaumarchais)           | 11e  | 1974     | 4      | 469    | 214 285                               | MK2                   | Oui          | Non        |
| MK2 Bastille (côté Faubourg Saint-Antoine) | 11e  | 1939     | 3      | 423    | 158 451                               | MK2                   | Oui          | Non        |
| MK2 Nation                                 | 12e  | 1912     | 8      | 554    | 360 785                               | MK2                   | Non          | Oui        |
| UGC Ciné Cité Bercy                        | 12e  | 1998     | 18     | 4480   | 938 964                               | UGC                   | Non          | Oui        |
| UGC Lyon Bastille                          | 12e  | 1919     | 7      | 1273   | 223 637                               | UGC                   | Non          | Non        |
| L'Escurial                                 | 13e  | 1911     | 2      | 329    | 86 507                                | Dulac Cinémas         | Oui          | Non        |
| MK2 Bibliothèque                           | 13e  | 2003     | 20     | 2952   | 886 215                               | MK2                   | Non          | Oui        |
| MK2 Bibliothèque (entrée BnF)              | 13e  | 2013     | 4      | 520    | 121 018                               | MK2                   | Non          | Non        |
| Pathé Les Fauvettes                        | 13e  | 1937     | 5      | 645    | 135 903                               | Pathé Cinémas         | Non          | Non        |
| UGC Gobelins                               | 13e  | 1907     | 11     | 1169   | 413 819                               | UGC                   | Non          | Oui        |
| 7 Parnassiens                              | 14e  | 1976     | 7      | 842    | 287 657                               | Multiciné             | Oui          | Non        |
| Chaplin Denfert                            | 14e  | 1930     | 1      | 133    | 31 455                                | Cinémas Chaplin       | Oui          | Non        |
| Entrepôt                                   | 14e  | 1975     | 3      | 268    | 53 703                                | Indépendant           | Oui          | Non        |
| Pathé Alésia                               | 14e  | 1921     | 8      | 1124   | 409 981                               | Pathé Cinémas         | Non          | Oui        |
| Pathé Montparnos                           | 14e  | 1980     | 4      | 397    | 112 479                               | Pathé Cinémas         | Non          | Non        |
| Pathé Parnasse                             | 14e  | 1913     | 12     | 822    | 468 925 (intégrant celles du Miramar) | Pathé Cinémas         | Non          | Oui        |
| Chaplin Saint-Lambert                      | 15e  | 1935     | 3      | 363    | 78 969                                | Cinémas Chaplin       | Oui          | Non        |
| Pathé Aquaboulevard                        | 15e  | 1998     | 14     | 2583   | 422 472                               | Pathé Cinémas         | Non          | Oui        |
| Pathé Beaugrenelle                         | 15e  | 2013     | 10     | 1962   | 674 018                               | Pathé Cinémas         | Non          | Oui        |
| Pathé Convention                           | 15e  | 1919     | 9      | 1263   | 434 384                               | Pathé Cinémas         | Non          | Oui        |
| Majestic Passy                             | 16e  | 1930     | 3      | 617    | 124 794                               | Dulac Cinémas         | Non          | Non        |
| 7 Batignolles                              | 17e  | 2018     | 7      | 1151   | 202 002                               | Pathé Cinémas         | Non          | Non        |
| Cinéma des Cinéastes                       | 17e  | 1932     | 3      | 478    | 138 108                               | L'ARP                 | Oui          | Non        |
| Club de l'Étoile                           | 17e  | 1931     | 1      | 161    | 5 061                                 | Indépendant           | Non          | Non        |
| Mac-Mahon                                  | 17e  | 1938     | 1      | 137    | 14 919                                | Bolloré               | Non          | Non        |
| UGC Ciné Cité Maillot                      | 17e  | 1974     | 12     | 1142   | 291 893                               | UGC                   | Non          | Oui        |
| Pathé Wepler                               | 18e  | 1956     | 11     | 1755   | 679 779                               | Pathé Cinémas         | Non          | Oui        |
| Studio 28                                  | 18e  | 1928     | 1      | 172    | 42 972                                | Indépendant           | Oui          | Non        |
| MK2 Quai de Loire                          | 19e  | 2005     | 6      | 1108   | 384 617                               | MK2                   | Non          | Non        |
| MK2 Quai de Seine                          | 19e  | 1996     | 6      | 992    | 363 833                               | MK2                   | Oui          | Non        |
| Pathé La Villette                          | 19e  | 2016     | 16     | 2901   | 446 460                               | Pathé Cinémas         | Non          | Oui        |
| UGC Ciné Cité Paris 19                     | 19e  | 2013     | 14     | 2790   | 329 061                               | UGC                   | Non          | Oui        |
| CGR Paris - Lilas                          | 20e  | 2012     | 7      | 1394   | 225 523                               | CGR Cinémas           | Non          | Non        |
| MK2 Gambetta                               | 20e  | 1928     | 6      | 1140   | 334 356                               | MK2                   | Non          | Non        |

## Institutions disposant de salles de cinéma
| Nom                                            | Arrt | Salles | Fauteuils |
| ---------------------------------------------- | ---- | ------ | --------- |
| Forum des images                               | 2e   | 3      | 818       |
| Musée du Louvre                                | 2e   | 1      | 420       |
| La Gaîté Lyrique                               | 3e   | 1      | 130       |
| Musée d'art et d'histoire du judaïsme          | 3e   | 1      | 191       |
| Centre Pompidou                                | 4e   | 4      | NC        |
| Centre Wallonie-Bruxelles                      | 4e   | 1      | 99        |
| Maison européenne de la photographie           | 4e   | 1      | 88        |
| Centre culturel irlandais                      | 5e   | 1      | NC        |
| Institut du monde arabe                        | 5e   | 1      | 420       |
| Institut finlandais                            | 5e   | 1      | 60        |
| Maison de l'Océan                              | 5e   | 1      | 486       |
| Musée d'Orsay                                  | 7e   | 1      | 330       |
| Grand Palais                                   | 8e   | 1      | 1000      |
| Jeu de Paume                                   | 8e   | 1      | 90        |
| La Cinémathèque française                      | 12e  | 3      | 692       |
| Palais de la Porte Dorée                       | 12e  | 1      | 184       |
| Fondation Jérôme Seydoux-Pathé                 | 13e  | 1      | 66        |
| Centre national du cinéma et de l'image animée | 14e  | 3      | NC        |
| Maison de la culture du Japon à Paris          | 15e  | 1      | 128       |
| Cité de l'architecture et du patrimoine        | 16e  | 1      | 274       |
| Palais de Tokyo                                | 16e  | 2      | 85        |
| Théâtre Le Ranelagh                            | 16e  | 1      | 300       |
| Cité des sciences et de l'industrie            | 19e  | 1      | 265       |
| Grande halle de la Villette                    | 19e  | 1      | 300       |
| Philharmonie de Paris                          | 19e  | 1      | 750       |

## Cinémas disparus

### 1erarrondissement
- Châtelet Victoria, fermé le 9 février 1988[C 1]
- Forum Arc en ciel
- Forum Horizon (emplacement de l'UGC Ciné Cité les Halles)
- Gaumont Les Halles, automne 1979-31 décembre 1998 (auparavant Gaumont Forum)[C 2]
- Movies Les Halles (auparavant Ciné Les Halles)[T 1]
- Pygmalion[C 3],[T 2]
- Sébastopol, 1939-30 septembre 1986[C 4]
- Studio Rivoli (auparavant Cinéphone)[T 3]
- UGC Orient Express, 1983-21 janvier 2014

### 2earrondissement
- A.B.C., mai 1965-décembre 1981
- Arcades, 1906-1987 (initialement Omnia[P 1], puis California, puis Cinéphone Montmartre).
- Astor[T 4]
- Beverley, dernier cinéma de Paris ayant proposé des films classés X[S 1], 1970-2019
- Capri[T 5]
- Gaumont Opéra Impérial, 1926-29 avril 2001[C 5]
- Cinéac Italiens[T 6], 1911-1982 (auparavant Electric Palace)
- Gaîté Boulevards[T 7] (auparavant Argos)
- Gaumont Théâtre[R 1], 1906-1977
- Marivaux[T 8], 1919-1986
- Marotte[T 9], fermé en 1989 (auparavant Vivienne)
- New York[T 10]
- Opéra Night[T 11], fermé en 1988 (auparavant Gramont)
- Rio Opéra[T 12],[P 2], 1906-1984 (auparavant Corso, Select, Gab-Ka)
- Studio Universel[T 13]
- UGC Boulevards[T 14]
- Vendôme-Opéra, fermé le 3 mars 1991[C 6]

### 3earrondissement
- Bosphore, 30 septembre 1911-22 octobre 1980, auparavant Kinérama Pathé puis Kinérama[C 7]
- Dejazet, 1939-1981, d'abord sous le nom de France jusqu'en 1976[R 2]
- Far-West, fermé en 1988[T 15]
- Majestic, 1912-1960[T 16]
- Palais des Arts & Picardy, 1914-1976[T 17]
- Les Templiers, 1907-1988, auparavant Béranger et American Cinema[T 18]

### 4earrondissement
- 7e Art Beaubourg, 40, boulevard de Sébastopol[T 19], 1917-1985 (auparavant Alpha et Cyrano Journal)
- Rivoli Beaubourg, 80 rue de Rivoli
- Royal Rivoli, 78 rue de Rivoli, ouvert en 1935, fermé au milieu des années 1980[C 8]
- Saint-Paul 73, rue Saint-Antoine (et 38, rue Saint-Paul) 1915-1967
- Cinéphone-(Studio-)Rivoli, 117, rue Saint-Antoine, fermé vers 1980

### 5earrondissement
- Actua Champo
- Boul'Mich, 1938-16 juillet 1980[C 9], devenu ensuite Cinoche vidéo
- Cinémathèque française (29 rue d'Ulm, 1955-1975 [?])
- La Clef (art et essai) (1 salle) (auparavant Images d'ailleurs)
- Cluny Écoles, 31 janvier 1913-19 mars 1985[C 10]
- Cluny-Palace, 71 boulevard Saint-Germain (1933-1989)[S 2]
- Images d'ailleurs (auparavant La Clef[C 11]), fermé le 1er juin 2009[C 12]
- Monge, 1922-fin des années 1970[C 13]
- Quintette, fermé en deux fois en 1986
- Studio de la Harpe, 1966-1988[4]
- Saint-Germain Studio
- Saint-Germain Village
- Saint-Séverin
- Studio Alpha
- Studio Contrescarpe, 1973-28 février 1987[C 14]
- Studio Jean Cocteau
- Studio de la Huchette (puis Saint-Germain Huchette)
- Styx
- Studio Luxembourg-Accatone (auparavant Studio Cujas, Accatone, Accattone) (art et essai)

### 6earrondissement
- Bonaparte
- Bretagne (2 salles), fermé en 2023
- Cinoches, 1972-septembre 2004[C 15]
- Le Dragon, 24 rue du Dragon (1963-1986)
- Gaumont Rive Gauche
- Action Christine bis (auparavant Grands-Augustins et Nickel Odéon), 1973-16 octobre 1990[C 16]
- Latin, ouvert en 1938, 400 places avec balcon, devenu cinéma pornographique en 1972, fermé le 20 septembre 1994[C 17]. Se trouvait 34 boulevard Saint-Michel.
- Publicis Saint-Germain (programmation par Gaumont)
- Studio Gît-le-Cœur, devenu le Saint-André-des-Arts II

### 7earrondissement
- La Pagode (2 salles) (art et essai), créé en 1895 et fermé depuis le 10 novembre 2015, est situé au 57 bis rue de Babylone.
- Gaumont Bosquet, appelé aussi Le Bosquet, fermé depuis 1978, situé au 59 avenue du Bosquet.
- Le Saint Dominique/Dominique/Petits Poucets Dominique, fermé en 1980, était situé au 99 rue Saint Dominique.
- Magic City, fermé depuis le 6 février 1934[P 3].
- Studio Bertrand, fermé depuis le 23 décembre 1986, situé au 29 rue du Général-Bertrand[C 18].
- Cirque de Paris, situé au 18-20 avenue de La Motte-Picquet. Détruit.

### 8earrondissement
- Gaumont Champs-Élysées Marignan (6 salles), 1933-2023 au 27 et au 33 de l'avenue des Champs-Élysées
- UGC Normandie (4 salles), 1937-2024 au 116bis de l'avenue des Champs-Élysées
- UGC George-V, auparavant Les Portiques puis George V (11 salles), 1938-2020, 144-146 avenue des Champs-Élysées
- Champs-Élysées, puis UGC Champs-Élysées, 1936-15 janvier 2002[C 19], 65 avenue des Champs-Élysées

- Gaumont Champs Élysées - Ambassade (7 salles), 1959-31 juillet 2016, 50 avenue des Champs-Élysées[5],[6]
  - À l'origine Ambassade-Gaumont, fusionné en 1981 avec le Paramount-Élysées du 5 rue du Colisée (ancien Studio BGK en 1933-1934, puis cinéma de l'Avenue en 1934-1968 puis Paramount-Élysées en 1968-1981)
- Le Biarritz puis UGC Biarritz, fermé progressivement en 1995-1996[C 20], au 20-22 rue Quentin-Bauchart et 79 avenue des Champs-Elysées
- Ermitage puis UGC Ermitage, 72 avenue des Champs-Élysées
- Le Lord Byron, au 122 avenue des Champs-Élysées
- Le Paramount Mercury, 102 avenue des Champs-Élysées
- L'UGC Triomphe, auparavant le Triomphe puis Triomphe Paramount City, fermé en 2007, au 92 avenue des Champs-Élysées
- Le Broadway puis Cinéphone Elysées, 34 avenue des Champs-Élysées
- Le Raimu, auparavant Le César, 63 avenue des Champs-Élysées
- Le Cinépresse Elysées, 42 avenue des Champs-Élysées
- Paris, 1936-28 juin 1985, 23 avenue des Champs-Élysées[C 21]
- Gaumont Colisée, 38 avenue des Champs-Élysées[C 21]
- Cinémathèque française, 26 octobre 1948-1er décembre 1955, 7 avenue de Messine
- Madeleine, 14, boulevard de la Madeleine. Salle d'exclusivité ouverte en 1918 et fermée en 1980. Intégrée au circuit Gaumont entre 1922 et 1978, prenant le nom Madeleine-Gaumont en 1948. Bâtiment conçu par l'architecte Marcel Oudin[C 22]
- Marbeuf puis UGC Marbeuf, au 34 rue Marbeuf, où décède Boris Vian en 1959.
- Marignan Concorde
- Élysées Cinéma
- MK2 Grand Palais (art et essai)
- Monte Carlo[S 3]
- Publicis Matignon, 25 novembre 1970-30 juillet 1999[C 23], également Club Gaumont
- Royale, puis Royale Disney
- Alpha Elysées, 126 rue La Boétie
- Studio Étoile
- Cinéac-Le Journal-Radio-Île-de-France puis Cinéac-Ternes, 264 rue du Faubourg-Saint-Honoré, ferme en 1972.
- Saint-Lazare-Pasquier (3 salles)[7], 44 rue Pasquier, ouvert en 1938 sous le nom de Saint-Lazare Actualité, il ferme en 2016

### 9earrondissement
- Action Lafayette
- Cinémathèque française (grands boulevards, 1998-1999)
- Casino de Paris
- Cinérire Caumartin, devenu le théâtre Comédie Caumartin
- Club (1955-1991)[C 24]
- Édouard VII, 1913-1916, devenu le théâtre Édouard VII
- Hollywood-Boulevard, 1973-1992[C 25]
- Midi-Minuit[T 20]
- Olympia[P 4]
- Palace[P 5]
- Plaza, 1935-fin des années 1970[C 26]
- Radio-Cité[P 6], boulevard des Capucines
- Parisiana puis Richelieu Gaumont
- Salon indien du Grand Café
- Studio 43
- UGC Boulevards
- UGC Opéra (auparavant le Helder) 1936-3 mai 1988[C 27]
- Le Lynx (ex American Theatre remontant à 1911 par Marcel Oudin, réaménagement de Montaut-Gorska en 1947) - 23 boulevard de Clichy - ferme en avril 1970
- Lumière Gaumont, 24 boulevard des Italiens
- Cinéma Gaîté-Rochechouart, 15 boulevard Marguerite-de-Rochechouart
- Gaumont Opéra côté Français (5 salles) Fermeture en 2018

### 10earrondissement
- Ciné Nord[C 28] ; 20 rue de Dunkerque
- Cinéma du Monde
- Eldorado, 1932-1971, devenu le théâtre Comédia
- Pathé Journal, 1896-2 mars 1993[C 29]
- République-Cinéma, 1936-1978[C 30], 23 rue du Faubourg-du-Temple
- Scala, 1931-1999
- Strasbourg, 1896-24 décembre 1994[C 31]

### 11earrondissement
- Action République (autres noms : Consortium, Templia, Républic-Cinémas, Reflet Républic, République, Cinéalternative) 1912-juillet 2003[C 32], dont Cinémathèque française entre 1993 et 1997 ; 18 rue du Faubourg-du-Temple
- Artistic Voltaire, successeur en 1935 du café concert Les Folies Artistic, devenu en 1979 le théâtre Artistic Athévains, 45 bis rue Richard-Lenoir
- Bataclan
- Berry-Zèbre, ouvert en 1946 sous le nom de Nox, fermé le 1er avril 1994[C 33]
- Cirque d'Hiver (1907-1923)
- Cyrano-Roquette, 1912-1969, devenu le Théâtre de la Bastille
- Excelsior, 1911-1969[C 34]
- Studio Voltaire (noms auparavant : Plaisir, Grand cinéma Plaisir, Voltaire Aubert, Voltaire), 95 bis rue de la Roquette.
- Le Savoy, boulevard Voltaire

### 12earrondissement
- Athena
- Daumesnil
- Paramount Bastille, 1937-1985[S 4], anciennement le Lux-Bastille, détruit pour faire place à l'Opéra Bastille
- Kursaal
- Reuilly Palace
- Taine

### 13earrondissement
- André-Bazin[T 21]
- Barbizon (fermé en 1982, démoli en 2011)[S 5]
- Gaumont Gobelins Rodin (fermé en 2003)[S 6] devenu la Fondation Jérôme Seydoux-Pathé[S 7]
- Grand Écran Italie (fermé en 2006)
- Jeanne d'Arc
- Paramount Galaxie
- Paramount-Gobelins (ex-Eden, ex-Kursaal, ex-Translux-Gobelins) ouvert en 1911 et fermé en 1985.

### 14earrondissement
- 3 Parnassiens
- Delambre
- Mille-Colonnes puis Cinévog Montparnasse[P 7]
- Espace Gaîté
- Gaîté-Palace, (fermé en 1987 et actuel théâtre Rive-Gauche[8])
- Paramount Orléans
- PLM Saint-Jacques
- Studio Raspail
- Gaumont Mistral, ouvert en septembre 1911[C 35] fermé en juillet 2016[9]
- Miramar, ouvert en 1938 et fermé le 9 juin 2025[10],[11]
- Paramount-Montparnasse, puis Montparnasse, puis Gaumont-Parnasse (1973-1994), 82 boulevard du Montparnasse

### 15earrondissement
- Kinopanorama (fermé le 9 juillet 2002, sous l'enseigne Gaumont Kinopanorama)
- Bienvenuë Montparnasse[S 8], 8 bis rue de l'Arrivée, fermé le 13 mars 2012
- Grand Pavois (fin d'exploitation le 10 juillet 2007)[S 9]
- MK2 Beaugrenelle (fin d'exploitation le 19 décembre 2007)
- Palace Croix-Nivert (1931-1983), 55 rue de la Croix-Nivert[12]
- UGC Convention, ouvert en 1911 sous le nom Magic, fermé le 2 janvier 2005[C 36]
- Le Versailles, rue de Vaugirard
- Le cinéma Nouveau Théâtre, rue de Vaugirard
- Cinéac-Montparnasse, à l'origine Cinéac-Le Journal (1933-1966), gare Montparnasse[13].

### 16earrondissement
- Alexandra-Passy-Palace puis Alexandra, 33 rue de Passy et 12 rue Chernoviz (1917-1962)
- Auteuil Bon Cinéma, 40 rue La Fontaine (1927-1977)
- Balzac Cinéma - 50 rue Raynouard (1911-v. 1923)
- La Caméra (Club-70), 70 rue de l'Assomption (1932-1967)
- Cinémathèque française (palais de Chaillot, 1963-2005)
- Cinéo, 101 avenue Victor-Hugo (1912-1929)
- États-Unis Cinéma (cinéma Malakoff), 56 bis avenue de Malakoff (1915-1923)
- Exelmans, 14 boulevard Exelmans (1933-1963)
- Familial Cinéma (Boileau Cinéma, Electric Cinéma), 106 rue Boileau (1915-v. 1923)
- Mayfair puis Mayfair-Pathé, 90 avenue Paul-Doumer (1967-1988)
- Mirabeau Cinéma, 71 avenue de Versailles (1912-1918)
- Mozart-Palace, puis Mozart-Pathé, puis Mozart, 49-51 rue d'Auteuil (1913-1954)
- Le Murat, 107 boulevard Murat (1948-1972)
- Palladium, 83 rue Chardon-Lagache (1925-1946 puis 1955-1965)
- Le Passy, 95 rue de Passy (1932-1986)
- Pathé Victor-Hugo, 65 rue Saint-Didier et 131 bis avenue Victor-Hugo (1931-1986)[14]
- Porte Saint-Cloud-Palace, puis Les Trois Murat, 17 rue Gudin (1932-1986)
- Ranelagh (1931-1985)
- Royal Maillot (Grand Royal Cinéma, Cinérama), 83 avenue de la Grande-Armée (1910-1969)
- Saint-Didier, 48 rue Saint-Didier (1937-1960)
- Terminal Foch, 8 avenue Foch (1970-1976)

### 17earrondissement
- Studio des Acacias[T 22] 45 bis rue des Acacias, fermé le 28 février 1984
- Boîte à Films[T 23] fermé en 1987 (auparavant Studio Obligado)
- Calypso[T 24] fermé en 1986 (auparavant Paris-Soir Ternes puis Les Reflets, puis double salle Reflets et Calypso)
- Lutétia Wagram (ou Lutétia Pathé) 1913[T 25] fermé en 1968 ; 31 avenue de Wagram
- Napoléon 1934[T 26] 4 avenue de la Grande-Armée, salle spécialisée dans les dessins animés Walt Disney, fermée en 1988
- Royal Wagram (ou Royal Pathé) 1918[T 27] fermé en 1968 ; 39 avenue de Wagram
- Ternes-Palace (1911) puis Demours Pathé puis Demours Palace en 1942, 7 rue Pierre-Demours[15].
- Théâtre de l'Empire
- Pathé-Clichy (1908) puis Chanteclair (1910-1935) puis Gaîté-Clichy (1935-1974), 76 avenue de Clichy (1 salle)

### 18earrondissement
- Agora, 1932-fin 1995, 64 boulevard de Clichy[C 37]
- Amsterdam Pigalle, ouvert dans les années 1930, fermé 24 mars 1992[C 38]
- Atlas[C 39],[T 28],[P 8] ; 20 boulevard de Clichy
- Barbès, 1914-31 juillet 1985[C 40], le commerce de détail a conservé la salle intacte avec l'écran et le balcon (hormis les sièges).
- La Cigale
- Ciné 13 Théâtre, auparavant Ciné 13, devenu un théâtre
- Fourmi[P 9], 114 boulevard Rochechouart
- Cinéma du Lion d'Or (1915-début des années 1920), puis Mon Ciné (1946-années 1950) puis Montréal (années 1950-1970) puis Montréal-Club (années 1970-1987), 7 rue Marx-Dormoy[S 10].
- Gaumont Palace (1911-1972)
- Marcadet , 1930-1974[C 41]
- Moulin Rouge[P 10]
- Montmartre, 1914-1922, devenu le théâtre de l'Atelier
- Ornano 43, 1908-30 septembre 1981[C 42]
- Palais Rochechouart-Aubert, 1912-1969[T 29],[P 11]
- Ritz, 1937-3 novembre 1992[C 43]

### 19earrondissement
- Alhambra 22, 22 boulevard de la Villette
- Danube Palace (1936 - 1962), 49, rue du Général Brunet, remplacé par un centre culturel[16]. Il a donné son nom à une association culturelle.
- Rialto Bananas, ouvert en 1908 au 7 avenue de Flandres, démoli en 1989 lors de l'élargissement de l'avenue[R 3].
- Secrétan Palace (1930 - 1972), 55 rue de Meaux, en face du marché Secrétan, devenu magasin de bricolage
- 3 Secrétan (1907 - 198..), 1, rue Secrétan, devenu un Monoprix
- Cinaxe

### 20earrondissement
- Alcazar, 6 rue du Jourdain (1909-1969)
- Avron Palace, 7 rue d'Avron (1928-1987)
- Bagnolet Pathé (Cinéma Exploitation), 5 rue de Bagnolet (1908-1961)
- Belleville Cinéma, 86 rue de Belleville (1912-1918)
- Bellevue (Gavroche, Cinématographe Parisien), 118 boulevard de Belleville (janvier 1905-6 septembre 1989)[C 44]
- Cocorico, 128 boulevard de Belleville (1918-1976)[H 1]
- Davout-Palace (Le Davout), 73 boulevard Davout (1932-1964)
- L'Épatant, 4 boulevard de Belleville (1907-1934)
- Familia Variétes (Familia Concert, Poloche), rue des Pyrénées (1911-1926)
- Féerique, 146 rue de Belleville (1913-1973), actuellement un Franprix
- Le Ferber (Trianon-Gambetta), 16 rue du Capitaine-Ferber (1938-1966), actuellement un immeuble
- Florida, 373 rue des Pyrénées (1908-1969)
- Folies-Belleville, 8 rue de Belleville (1946-1975)[C 45]
- Grand Cinéma-Concert des Prairies, 93 rue des Prairies (1912-1914)
- Luna, 9 cours de Vincennes (fin 1911-31 décembre 1964)[C 46]
- Mambo (Gambetta-Étoile), 105 avenue Gambetta (1915-1974)
- Ménil-Palace, 38 rue de Ménilmontant (1920-1975)
- Miami (XXe Siècle), 138 boulevard de Ménilmontant (1932-1961)
- Palais d'Avron (Grand Cinéma Buzenval, Casino de Buzenval), 35-37 rue d'Avron (1913-1977)[T 30]
- Paradis-Aubert-Palace, 42 rue de Belleville (1911-1956)
- Le Pelleport, 131 avenue Gambetta (1933-1953)
- Phénix, 28 rue de Ménilmontant (1909-1970)[C 47]
- Prado (Stella Palace, Le Un Franc Ciné), 111 rue des Pyrénées (1937-1958)
- Pyrénées Palace (Cinéma Park), 272 rue des Pyrénées (1912-1965)
- Rio (Family), 81 rue d'Avron (1912-1985)
- Salle Planchat, 42 rue Planchat (années 1940)
- Séverine, 225 boulevard Davout (1939-1975)[C 48]
- Splendid Cinéma (Alhambra), 70 rue des Pyrénées (1907-1924)
- Stella (Les Étoiles, Cinéma Boyer, Le Bellevillois), 23-25 rue Boyer (1927-1956)
- Zénith, ouvert en 1911, devenu le théâtre de l'Est parisien
- Théâtre de Belleville
- Les Tourelles, 259 avenue Gambetta (1937-20 mai 1986)[C 49]
- Trianon, 331 rue des Pyrénées (1910-1912)
- Trianon (Modern Cinéma, Bébé Cinéma, Étoile Cinéma), 4 bis rue Henri-Chevreau (1909-1933)
- Vox (Gaîté Ménil), 100 rue de Ménilmontant (années 1940-1950)